# Inga pavoniana
Inga pavoniana är en ärtväxtart som beskrevs av George Don jr. Inga pavoniana ingår i släktet Inga och familjen ärtväxter. Inga underarter finns listade i Catalogue of Life.